# 冯泽芳

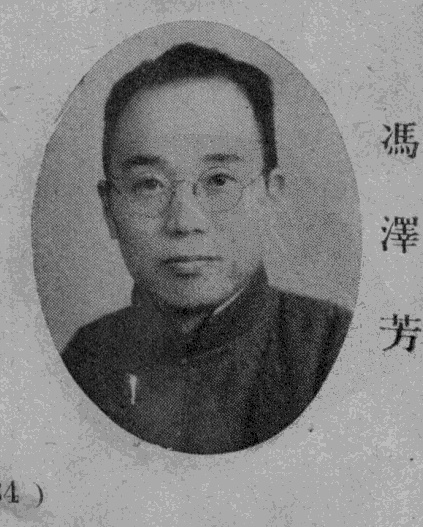
馮澤芳

冯泽芳（1899年2月20日—1959年9月22日），字馥堂，浙江义乌人，中国棉花科学家，中国科学院院士，中国现代棉作科学的主要奠基人。

## 生平
冯泽芳于1925年毕业于国立东南大学农科。1930年他前往美国留学，1933年获康奈尔大学博士学位。同年返回中国，任全国经济委员会棉业统制委员会任技术专员。1934年出任中央棉产改进所副所长兼植棉系主任，并在国立中央大学农艺系兼任教授。1938年中央棉产改进所并入中央农业实验所后，冯泽芳出任技正兼棉作系主任，后又兼任云南工作站主任。1942年任中大教授兼农学院院长。1947年任农林部棉产改进处副处长。1949年回到中大任教。
中华人民共和国成立后，又先后任教于南京大学、南京农学院。1955年当选中国科学院生物学地学部学部委员（院士）。1957年出任中国农业科学院棉花研究所首任所长。
1959年在安阳逝世。